# Bonifacio Pinedo
Bonifacio Pinedo, fue un monarca y el último esclavo Rey Afroboliviano y afroamericano. Posiblemente durante el reinado de su comunidad, una de las pocas monarquías que ha sobrevivido dentro de la cultura ancestral y tradicional africana, nacido en las regiones tropicales de Los Yungas de Bolivia. Es abuelo del rey actual, Julio Pinedo. 

## Biografía
Nacido el 25 de junio de 1880, fue hijo de José Pinedo y de Gregoria Iriondo. Su abuelo Bonifacio Pinedo llegó a servir como capataz de la hacienda Mururata, propiedad de Manuel Ignacio Pinedo, hijo de la marquesa de Haro. De ahí proviene el apellido que adoptaron. 
Según la tradición oral, verificada por Arturo Pizarroso Cuenca en su libro "La cultura negra en Bolivia", en 1823 llegó un esclavo a la hacienda de Manuel Ignacio Pinedo. El nombre de este esclavo era Uchicho, según algunos de origen congolés y según otros de origen senegalés, de acuerdo a los tatuajes que Uchicho tenía en el pecho fue identificado por sus compañeros como un príncipe africano y ofrecieron realizar trabajos extras para su amo con la condición de que Uchicho deje de trabajar debido a su condición real. Uchicho tuvo como hijo a Bonifacio y éste a su vez a José Pinedo, padre de Bonifacio Pinedo Iriondo. 
De acuerdo a los relatos publicados como parte del proyecto "Tambor Real" de la Fundación Simón I. Patiño, existe la declaración de los habitantes de Tocaña que mencionan a Bonifacio Pinedo como el capataz de la hacienda Mururata, quien consiguió a través de los años una pequeña casa en los límites de la hacienda donde tenía trabajadores negros, en un viaje que realizó a La Paz se hizo diseñar una corona, un cetro y  una capa. Cuando regresó a Mururata se proclamó "rey de la plata, rey del oro y rey de todos los negros".
Bonifacio Pinedo Iriondo se casó dos veces, la primera con Juliana Zabala, con quien tuvo un hijo de nombre Carmelo quien no llegó a tener descendencia. El segundo matrimonio de Bonifacio fue con Cecilia Barra y tuvieron una hija de nombre Aurora. 
Julio, hijo de Aurora y nieto de Bonifacio resultó ser el único sobreviviente de ese linaje y es ahora reconocido como “Rey Afroboliviano” no solo por su pueblo sino también por el gobierno departamental de La Paz.